# Diego Medrano
Diego Medrano Fernández (n. Oviedo; 1978) es un novelista, poeta y ensayista español.

## Biografía
Diego Medrano (Oviedo, 1978) se define como un escritor “en presente”. Siempre el presente es la espita a partir de la cual configura su obra; siguiendo la estética de Baudelaire y Rimbaud de ser un “moderno” sin resolución. 
Al tópico o imagen de una mujer mayor bebiendo sola, trasunto de su propia madre, en la barra de un bar dedica su novela Tapa el sol con el pulgar (Difácil, 2009), a la muerte de su maestro Francisco Umbral Una puta albina colgada del brazo de Francisco Umbral (Nowtilus, 2008), al proceso de enamoramiento de un enfermo mental, familiar lejano del autor y protagonista del más implacable underground, el texto El clítoris de Camille (Seix Barral, 2006). 
Sus libros de relatos, a diferencia de las novelas, destacan por su unidad. Los sueños diurnos (Cahoba, 2006), escrito todo él en las servilletas de los bares, parte de los microgramas de Walser (aquellos textos que el maestro de Kafka escribía en el manicomio en cualquier tipo de soporte: recibos, papel higiénico, etc) y busca la unión entre “alta cultura” y “calle”, entre “cátedra” y “boudoir”. La soledad no tiene edad (Septem, 2007) es un compendio de estudios de género, por medio de la ficción, sobre el yonqui, la prostituta, el notario, etc. Sobrevivir puede ser muy divertido (Difácil, 2009) es un panfleto o panegírico hacia indigentes y otra clase de especialistas de la fuga; de la huida “íntima” que al mismo tiempo lo es “social” y “esencial”. Dejemos el pesimismo para tiempos mejores (Pez de Plata, 2010), la salvación por medio de la cultura, de todo asedio en tiempos de crisis, “algo que sólo Jean Genet o Cervantes podrían haber escrito desde la cárcel”. 
Sus libros de poesía, todos escritos en una noche ebria, dice el autor que sólo son disparos en el vacío a ver si la luna cae: A veces cuerdo (2008), El hombre entre las rocas (2005), El viento muerde (2007) y Agua me falta (2008). 
Sus ensayos: 'Diario del artista echado a perder (Páginas de Espuma, 2006) es un mero “diccionario de piojosos” de todos los tiempos, tratados como novela, en interacción con su autor. Los héroes inútiles (Ellago, 2005), un intento de salvar al poeta psicótico y manicomial Leopoldo María Panero de sí mismo. 
E Historia golfa de las monarquías hispánicas (Berenice, 2013) lo que supone crear y vivir en España, país analfabeto y nada culto o parisino, donde todo rey o político hacen constante apología de su “cultura cuartelaria” y no haber leído jamás un libro. 
De la primera parte de su obra, dice Medrano lo que la propia Hannah Arendt sostenía acerca de Walter Benjamin: “La máxima ambición de Benjamin hubiera sido producir un trabajo que sólo se compusiera de citas”. De la segunda: “En la tríada clásica, salud, dinero y amor, falta lo principal, que es humor. Humor culto. Sostenido en el conocimiento, el vértigo de la actualidad y la pasión lectora”. Por tanto, una literatura que destila, en sus primeros años, de la literatura misma, para sólo ocuparse de la vida andando el tiempo. 
Su obra Llévate el paraguas por si llueve publicada en 2017 lo presentaron los académicos Luis María Anson y Luis Alberto de Cuenca en el Café Belén. 
Han dicho del autor autoridades de rigor: “Kafka español” (Leopoldo María Panero), “Trino del diablo” (Luis Antonio de Villena), “Marionetista con las manos en los bolsillos” (Javier Tomeo”, “Inventiva verbal y pujante y asoladora vitalidad creadora” (Pere Gimferrer), “Convincente terrorista” (Antonio Gamoneda), “Medrano es una bomba envuelta en papel de seda. Bomba que estalla en rotundo festival de palabras, feroz iluminación, religión o rasgadura de seda” (Ana María Moix), “Sol negro de la melancolía nervaliana, antídoto contra el desamparo” (Luis Alberto de Cuenca). 
Ha escrito más de cuatro mil columnas para el periódico EL COMERCIO, sin que conserve ninguna de ellas, fiel a una poética de reciclado: “Soy lo que voy dejando por el camino”.